# Шпитка, Марко
Марко Шпитка (нем. Marko Spittka; род. 22 апреля 1971, Дрезден) — немецкий дзюдоист, призёр чемпионатов ГДР, чемпион и призёр чемпионатов Германии и Европы, призёр чемпионата мира, бронзовый призёр летних Олимпийских игр 1996 года в Атланте, участник двух Олимпиад.

## Карьера
Выступал в полусредней (до 78 кг) и средней (до 86-90 кг) весовых категориях. В 1989—1998 годах пять раз становился чемпионом Германии, один раз серебряным и дважды бронзовым призёром чемпионатов страны. Чемпион (1992 год) и серебряный призёр (1998 год) континентальных чемпионатов. В 1997 году стал бронзовым призёром чемпионата мира. На Олимпиаде в Атланте стал третьим. На следующей Олимпиаде в Сиднее выбыл из борьбы за медали на предварительной стадии.